# Mistrzostwa Afryki w Rugby 7 Kobiet 2008
Mistrzostwa Afryki w Rugby 7 Kobiet 2008 – trzecie mistrzostwa Afryki w rugby 7 kobiet, oficjalne międzynarodowe zawody rugby 7 o randze mistrzostw kontynentu organizowane przez CAR mające na celu wyłonienie najlepszej żeńskiej reprezentacji narodowej w tej dyscyplinie sportu w Afryce, które odbyły się na boisku Kyadondo Rugby Club w Kampali w dniach 20–21 września 2008 roku. Turniej służył również jako kwalifikacja do Pucharu Świata 2009.
Do turnieju zaproszono dziesięć reprezentacji. Początkowo dziewięć z nich przyjęło zaproszenie, przed turniejem wycofały się jeszcze dwie reprezentacje, a stawkę ośmiu drużyn uzupełnił zespół Uganda Select. Zespoły rywalizowały w pierwszej fazie systemem kołowym, po czym nastąpiła faza pucharowa. W turnieju triumfowała reprezentacja RPA tracąc jedynie dwa przyłożenia, wraz z finalistkami z Ugandy kwalifikując się do turnieju finałowego Pucharu Świata.

## Faza grupowa

### Grupa A
| 20 września 2008 | Południowa Afryka | 43:0 | Uganda Select | Kyadondo Rugby Club, Kampala |
| 20 września 2008 |                   | 43:0 |               | Kyadondo Rugby Club, Kampala |

| 20 września 2008 | Kenia | 20:19 | Zambia | Kyadondo Rugby Club, Kampala |
| 20 września 2008 |       | 20:19 |        | Kyadondo Rugby Club, Kampala |

| 20 września 2008 | Południowa Afryka | 31:0 | Zambia | Kyadondo Rugby Club, Kampala |
| 20 września 2008 |                   | 31:0 |        | Kyadondo Rugby Club, Kampala |

| 20 września 2008 | Kenia | 17:0 | Uganda Select | Kyadondo Rugby Club, Kampala |
| 20 września 2008 |       | 17:0 |               | Kyadondo Rugby Club, Kampala |

| 20 września 2008 | Uganda Select | 0:33 | Zambia | Kyadondo Rugby Club, Kampala |
| 20 września 2008 |               | 0:33 |        | Kyadondo Rugby Club, Kampala |

| 20 września 2008 | Południowa Afryka | 34:5 | Kenia | Kyadondo Rugby Club, Kampala |
| 20 września 2008 |                   | 34:5 |       | Kyadondo Rugby Club, Kampala |

### Grupa B
| 20 września 2008 | Uganda | 30:0 | Zimbabwe | Kyadondo Rugby Club, Kampala |
| 20 września 2008 |        | 30:0 |          | Kyadondo Rugby Club, Kampala |

| 20 września 2008 | Tunezja | 45:0 | Botswana | Kyadondo Rugby Club, Kampala |
| 20 września 2008 |         | 45:0 |          | Kyadondo Rugby Club, Kampala |

| 20 września 2008 | Uganda | 48:0 | Botswana | Kyadondo Rugby Club, Kampala |
| 20 września 2008 |        | 48:0 |          | Kyadondo Rugby Club, Kampala |

| 20 września 2008 | Tunezja | 54:0 | Zimbabwe | Kyadondo Rugby Club, Kampala |
| 20 września 2008 |         | 54:0 |          | Kyadondo Rugby Club, Kampala |

| 20 września 2008 | Zimbabwe | 24:0 | Botswana | Kyadondo Rugby Club, Kampala |
| 20 września 2008 |          | 24:0 |          | Kyadondo Rugby Club, Kampala |

| 20 września 2008 | Uganda | 5:12 | Tunezja | Kyadondo Rugby Club, Kampala |
| 20 września 2008 |        | 5:12 |         | Kyadondo Rugby Club, Kampala |

## Faza pucharowa

### Shield
| 21 września 2008 | Uganda Select | 20:7 | Botswana | Kyadondo Rugby Club, Kampala |
| 21 września 2008 |               | 20:7 |          | Kyadondo Rugby Club, Kampala |

### Bowl
| 21 września 2008 | Zambia | 38:0 | Zimbabwe | Kyadondo Rugby Club, Kampala |
| 21 września 2008 |        | 38:0 |          | Kyadondo Rugby Club, Kampala |

### Cup
|  |                  |          |          |                  |   |                   |                   |       |
|  | Półfinał         | Półfinał | Półfinał |                  |   | Finał             | Finał             | Finał |
|  | Półfinał         | Półfinał | Półfinał |                  |   | Finał             | Finał             | Finał |
|  | 21 września 2008 |          |          |                  |   |                   |                   |       |
|  |                  |          |          |                  |   |                   |                   |       |
|  | Uganda           | Uganda   | 7        |                  |   |                   |                   |       |
|  | Uganda           | Uganda   | 7        | 21 września 2008 |   |                   |                   |       |
|  | Tunezja          | Tunezja  | 0        |                  |   |                   |                   |       |
|  | Tunezja          | Tunezja  | 0        |                  |   | Południowa Afryka | Południowa Afryka | 24    |
|  | 21 września 2008 |          |          |                  |   | Południowa Afryka | Południowa Afryka | 24    |
|  |                  |          | Uganda   | Uganda           | 0 |                   |                   |       |
|  | Kenia            | Kenia    | Uganda   | Uganda           | 0 | 15                |                   |       |
|  | Kenia            | Kenia    |          |                  |   |                   |                   |       |
|  | Tunezja          | Tunezja  | 14       |                  |   |                   |                   |       |
|  | Tunezja          | Tunezja  | 14       |                  |   |                   |                   |       |

| 21 września 2008 | Uganda | 7:0 | Tunezja | Kyadondo Rugby Club, Kampala |
| 21 września 2008 |        | 7:0 |         | Kyadondo Rugby Club, Kampala |

| 21 września 2008 | Kenia | 15:14 | Tunezja | Kyadondo Rugby Club, Kampala |
| 21 września 2008 |       | 15:14 |         | Kyadondo Rugby Club, Kampala |

| 21 września 2008 | Południowa Afryka | 24:0 | Uganda | Kyadondo Rugby Club, Kampala |
| 21 września 2008 |                   | 24:0 |        | Kyadondo Rugby Club, Kampala |

| 21 września 2008 | Kenia | 15:14 | Tunezja | Kyadondo Rugby Club, Kampala |
| 21 września 2008 |       | 15:14 |         | Kyadondo Rugby Club, Kampala |

## Klasyfikacja końcowa
| Miejsce | Reprezentacja     | Uwagi            |
| ------- | ----------------- | ---------------- |
| 1       | Południowa Afryka | awans na PŚ 2009 |
| 2       | Uganda            | awans na PŚ 2009 |
| 3       | Kenia             | -                |
| 4       | Tunezja           | -                |
| 5       | Zambia            | -                |
| 6       | Zimbabwe          | -                |
| 7       | Uganda Select     | -                |
| 8       | Botswana          | -                |